# Galium valentinum
Galium valentinum är en måreväxtart som beskrevs av Johan Martin Christian Lange. Galium valentinum ingår i släktet måror, och familjen måreväxter. Inga underarter finns listade i Catalogue of Life.